# ATC (V09)
Jest to część klasyfikacji anatomiczno-terapeutyczno-chemicznej:
- V – Różne
  - V 01 – Alergeny
  - V 03 – Pozostałe środki lecznicze
  - V 04 – Środki diagnostyczne
  - V 06 – Preparaty żywieniowe
  - V 07 – Wszystkie inne preparaty nieterapeutyczne
  - V 08 – Środki cieniujące
  - V 09 – Radiofarmaceutyki diagnostyczne
  - V 10 – Radiofarmaceutyki lecznicze
  - V 20 – Opatrunki chirurgiczne

Obejmuje ona diagnostyczne środki radiofarmaceutyczne:

## V 09 A – Ośrodkowy układ nerwowy
- V 09 AA – Związki zawierające technet (99mTc)
  - V 09 AA 01 – eksametazym znakowany radioizotopem 99mTc
  - V 09 AA 02 – bicyzat znakowany radioizotopem 99mTc
- V 09 AB – Związki zawierające jod (123I)
  - V 09 AB 01 – jofetamina znakowana 123I
  - V 09 AB 02 – jolopryd znakowany 123I
  - V 09 AB 03 – joflupan znakowany 123I
- V 09 AX – Inne środki radiofarmaceutyczne stosowane w diagnostyce ośrodkowego układu nerwowego
  - V 09 AX 01 – kompleks indu (111In) i kwasu pentetowego
  - V 09 AX 03 – kompleks indu (111In) i 3β-karbometoksy-3β-(4-jodofenylo)-tropanu
  - V 09 AX 04 – flutemetamol (18F)
  - V 09 AX 05 – florbetapir (18F)
  - V 09 AX 06 – florbetaben (18F)
  - V 09 AX 07 – flortaucipir (18F)

## V 09 B – Układ kostny
- V 09 BA – Związki zawierające technet (99mTc)
  - V 09 BA 01 – sól technetowa (99mTc) kwasu oksydronowego
  - V 09 BA 02 – sól technetowa (99mTc) kwasu medronowego
  - V 09 BA 03 – pirofosforan technetu (99mTc)
  - V 09 BA 04 – sól technetowa (99mTc) kwasu butedronowego

## V 09 C – Układ moczowy
- V 09 CA – Związki zawierające technet (99mTc)
  - V 09 CA 01 – kompleks technetu (99mTc) i kwasu pentetowego
  - V 09 CA 02 – bursztynian technetu (99mTc)
  - V 09 CA 03 – mertiatyd technetu (99mTc)
  - V 09 CA 04 – gluceptan technetu (99mTc)
  - V 09 CA 05 – glukonian technetu (99mTc)
  - V 09 CA 06 – etylenodicysteina technetu (99mTc)
- V 09 CX – Inne środki radiofarmaceutyczne stosowane w diagnostyce układu moczowego
  - V 09 CX 01 – jodohipuran sodu (123I)
  - V 09 CX 02 – jodohipuran sodu (131I)
  - V 09 CX 03 – sodium iothalamate (125I)
  - V 09 CX 04 – kompleks chromu (51Cr) z EDTA

## V 09 D – Wątroba i układ siateczkowo-śródbłonkowy
- V 09 DA – Związki zawierające technet (99mTc)
  - V 09 DA 01 – dizofenina znakowana radioizotopem 99mTc
  - V 09 DA 02 – etyfenina znakowana radioizotopem 99mTc
  - V 09 DA 03 – lidofenina znakowana radioizotopem 99mTc
  - V 09 DA 04 – mebrofenina znakowana radioizotopem 99mTc
  - V 09 DA 05 – galtyfenina znakowana radioizotopem 99mTc
- V 09 DB – Cząstki i koloidy zawierające technet (99mTc)
  - V 09 DB 01 – nanokoloid znakowany radioizotopem 99mTc
  - V 09 DB 02 – mikrokoloid znakowany radioizotopem 99mTc
  - V 09 DB 03 – milimikrosfery znakowane radioizotopem 99mTc
  - V 09 DB 04 – koloid cynowy znakowany radioizotopem 99mTc
  - V 09 DB 05 – koloid siarkowy znakowany radioizotopem 99mTc
  - V 09 DB 06 – koloidalny siarczek renu znakowany radioizotopem 99mTc
  - V 09 DB 07 – kwas fitynowy znakowany radioizotopem 99mTc
- V 09 DX – Inne środki radiofarmaceutyczne stosowane w diagnostyce wątroby i układu siateczkowo-śróbłonkowego
  - V 09 DX 01 – kwas tauroselcholowy zawierający radioizotop selenu (75Se)

## V 09 E – Układ oddechowy
- V 09 EA – Wziewne środki zawierające technet (99mTc)
  - V 09 EA 01 – kwas pentetynowy znakowany radioizotopem 99mTc
  - V 09 EA 02 – technegaz znakowany radioizotopem 99mTc[1]
  - V 09 EA 03 – nanokoloid znakowany radioizotopem 99mTc
- V 09 EB – Preparaty do wstrzyknięć zawierające technet (99mTc)
  - V 09 EB 01 – makrosalb z technetem (99mTc), zawiesina do wstrzykiwań
  - V 09 EB 02 – mikrosfery znakowane radioizotopem 99mTc
- V 09 EX – Inne środki radiofarmaceutyczne stosowane w diagnostyce układu oddechowego
  - V 09 EX 01 – radioizotop kryptonu (81mKr)
  - V 09 EX 02 – radioizotop ksenonu (127Xe)
  - V 09 EX 03 – radioizotop ksenonu (133Xe)

## V 09 F –Tarczyca
- V 09 FX – Różne środki radiofarmaceutyczne stosowane w diagnostyce w diagnostyce tarczycy
  - V 09 FX 01 – nadtechnecjan sodu zawierający radioizotop 99mTc
  - V 09 FX 02 – jodek sodu zawierający radioizotop 123I
  - V 09 FX 03 – jodek sodu zawierający radioizotop 131I
  - V 09 FX 04 – jodek sodu zawierający radioizotop 124I

## V 09 G – Układ sercowo-naczyniowy
- V 09 GA – Związki technet (99mTc)
  - V 09 GA 01 – kompleks technetu (99mTc) i sestaMIBI
  - V 09 GA 02 – tetrofosmina znakowana radioizotopem 99mTc
  - V 09 GA 03 – teboroksym znakowany radioizotopem 99mTc
  - V 09 GA 04 – albuminy ludzkie znakowane radioizotopem 99mTc
  - V 09 GA 05 – furyfosmina znakowana radioizotopem 99mTc
  - V 09 GA 06 – komórki znakowane TcSnC (99mTc)[2]
  - V 09 GA 07 – apcytyd znakowany radioizotopem 99mTc
- V 09 GB – Związki jodu (125I)
  - V 09 GB 01 – fibrynogen znakowany radioizotopem 125I
  - V 09 GB 02 – albuminy ludzkie znakowane radioizotopem 125I
- V 09 GX – Inne środki radiofarmaceutyczne stosowane w diagnostyce układu sercowo-naczyniowego
  - V 09 GX 01 – chlorek talu (201Tl)
  - V 09 GX 02 – imcyromab znakowany radioizotopem 111In
  - V 09 GX 03 – komórki znakowane chromianami (51Cr)
  - V 09 GX 04 – chlorek rubidu (82Rb)
  - V 09 GX 05 – amoniak (13N)

## V 09 H – Wykrywanie stanów zapalnych i zakażeń
- V 09 HA – Związki zawierające technet (99mTc)
  - V 09 HA 01 – Immunoglobulina ludzka znakowana radioizotopem 99mTc
  - V 09 HA 02 – komórki znakowane eksametazymem zawierające radioizotop 99mTc
  - V 09 HA 03 – przeciwciała przeciw granulocytom znakowane radioizotopem 99mTc
  - V 09 HA 04 – sulesomab znakowany radioizotopem 99mTc
- V 09 HB – Związki indu (111In)
  - V 09 HB 01 – komórki znakowane tropolonianem indu (111In)
  - V 09 HB 02 – komórki znakowane oksynianem indu (111In)
- V 09 HX – Inne środki radiofarmaceutyczne stosowane w celu wykrycia stanów zapalnych i zakażeń
  - V 09 HX 01 – cytrynian galu (67Ga)

## V 09 I – Diagnostyka nowotworów
- V 09 IA – Związki zawierające technet (99mTc)
  - V 09 IA 01 – przeciwciała przeciwko CEA znakowane radioizotopem 99mTc
  - V 09 IA 02 – pięciowalentny DMSA znakowany radioizotopem 99mTc
  - V 09 IA 03 – przeciwciała przeciwko komórkom czerniaka znakowane radioizotopem 99mTc
  - V 09 IA 04 – wotumumab znakowany radioizotopem 99mTc
  - V 09 IA 05 – depreotyd znakowany radioizotopem 99mTc
  - V 09 IA 06 – arcytumomab znakowany radioizotopem 99mTc
  - V 09 IA 07 – tektrotyd znakowany radioizotopem 99mTc
  - V 09 IA 08 – etarfolatid znakowany radioizotopem 99mTc
  - V 09 IA 09 – tilmanocept znakowany radioizotopem 99mTc
  - V 09 IA 10 – chlorek trofolastatu znakowany radioizotopem 99mTc
- V 09 IB – Związki indu (111In)
  - V 09 IB 01 – pentetreotyd znakowany radioizotopem 111In
  - V 09 IB 02 – satumomab pendetydu znakowany radioizotopem 111In
  - V 09 IB 03 – przeciwciała przeciwko komórkom raka jajnika znakowane radioizotopem 111In
  - V 09 IB 04 – kapromab pendetydu znakowany radioizotopem 111In
- V 09 IX – Inne środki radiofarmaceutyczne stosowane w diagnostyce nowotworów
  - V 09 IX 01 – Jobenguan (123I)
  - V 09 IX 02 – Jobenguan (131I)
  - V 09 IX 03 – przeciwciało monoklonalne CC49 znakowane radioizotopem 131I
  - V 09 IX 04 – fludeoksyglukoza (18F)
  - V 09 IX 05 – fluorodopa (18F)
  - V 09 IX 06 – fluorek sodu (18F)
  - V 09 IX 07 – fluorometylocholina (18F)
  - V 09 IX 08 – fluorocholina (18F)
  - V 09 IX 09 – edotreotyd znakowany radioizotopem 68Ga
  - V 09 IX 10 – fluoroetylo-L- tyrozyna (18F)
  - V 09 IX 11 – fluoroestradiol (18F)
  - V 09 IX 12 – flucyklowina (18F)
  - V 09 IX 13 – metionina (11C)
  - V 09 IX 14 – gal (68Ga) PSMA–11 gozetotyd
  - V 09 IX 15 – miedź (64Cu) dotatate
  - V 09 IX 16 – piflufolastat (18F)
  - V 09 IX 17 – PSMA–1007 (18F)

## V 09 X – Inne radiofarmaceutyczne środki diagnostyczne
- V 09 XA – Związki jodu (131I)
  - V 09 XA 01 – norcholesterol znakowany radioizotopem 131I
  - V 09 XA 02 – jodocholesterol (131I)
  - V 09 XA 03 – ludzka albumina znakowana radioizotopem 131I
- V 09 XX – Różne diagnostyczne środki radiofarmaceutyczne
  - V 09 XX 01 – cyjanokobalamina znakowana radioizotopem 57Co
  - V 09 XX 02 – cyjanokobalamina znakowana radioizotopem 58Co
  - V 09 XX 03 – norcholesterol znakowany radioizotopem 75Se
  - V 09 XX 04 – cytrynian żelaza (59Fe)